# Alligator Lake
Alligator Lake är en sjö i Kanada.   Den ligger i territoriet Yukon, i den västra delen av landet, 4 200 km väster om huvudstaden Ottawa. Alligator Lake ligger 1 188 meter över havet.
Trakten runt Alligator Lake består i huvudsak av gräsmarker. Trakten runt Alligator Lake är nära nog obefolkad, med mindre än två invånare per kvadratkilometer.